# Список Героев Советского Союза (Лаар — Лебедев)
В настоящем списке представлены в алфавитном порядке все Герои Советского Союза, чьи фамилии начинаются с буквы «Л» (всего 515 человек, из них семь удостоены звания дважды). Список содержит даты Указов Президиума Верховного Совета СССР о присвоении звания, информацию о роде войск, должности и воинском звании Героев на дату представления к присвоению звания Героя Советского Союза, годах их жизни.
Ударения в фамилиях Героев приведены по книге «Герои Советского Союза: Краткий биографический словарь / Пред. ред. коллегии И. Н. Шкадов. — М.: Воениздат, 1987. — Т. 1 /Абаев — Любичев/. — 911 с. — 100 000 экз. — ISBN отс., Рег. № в РКП 87-95382.».
- Персиковым цветом  в таблице выделены Герои, удостоенные звания дважды и более раз.
- Серым цветом  в таблице выделены Герои, представленные к званию посмертно.

| Навигационная таблица | Навигационная таблица              |
| --------------------- | ---------------------------------- |
| «Л»                   | Лаар Иосиф — Лебедев Василий       |
| «Л»                   | Лебедев Виктор — Липилин Александр |
| «Л»                   | Липкин Герман — Лосев Алексей      |
| «Л»                   | Лосев Анатолий — Лященко Николай   |

| № п/п | Фамилия Имя Отчество                                                | Дата Указа            | Род войск    | Должность | Звание                                  | Годы жизни                                | БС ГС НЛ                        |
| ----- | ------------------------------------------------------------------- | --------------------- | ------------ | --- | --------------------------------------- | ----------------------------------------- | ------------------------------- |
| 1     | Ла́ар Иосиф Иосифович эст. Laar Joosep                               | 25.10.1943            | пехота       | стрелок 15-го гвардейского стрелкового полка 2-й гвардейской стрелковой дивизии 56-й армии Северо-Кавказского фронта | гвардии красноармеец                    | 06.06.1905 — 07.08.1943                   | [ БС 1 ] [ ГС 1 ] [ НЛ 1 ]      |
| 2     | Лабу́жский Степан Петрович                                           | 10.04.1945            | инженер      | сапёр роты управления 61-й гвардейской танковой бригады 10-го гвардейского танкового корпуса 4-й танковой армии 1-го Украинского фронта | гвардии красноармеец                    | 25.12.1925 — 29.04.1945                   | [ БС 1 ] [ ГС 2 ] [ НЛ 2 ]      |
| 3     | Лабу́з Павел Иванович укр. Лабуз Павло Іванович                      | 10.04.1945            | танкист      | командир танка Т-34 61-й гвардейской танковой бригады 10-го гвардейского танкового корпуса 4-й танковой армии 1-го Украинского фронта | гвардии младший лейтенант               | 12.11.1925 — 09.12.1988                   | [ БС 1 ] [ ГС 3 ] [ НЛ 3 ]      |
| 4     | Лабу́тин Константин Алексеевич                                       | 26.06.1991            | авиация      | командир эскадрильи 927-го истребительного авиационного полка 330-й истребительной авиационной дивизии 1-й воздушной армии 3-го Белорусского фронта | капитан                                 | 12.11.1921 — 15.06.2001                   | [ БС 2 ] [ ГС 4 ] [ НЛ 4 ]      |
| 5     | Лаве́йкин Александр Иванович                                         | 30.07.1987            | космонавт    | бортинженер космического корабля «Союз ТМ-2» и орбитального комплекса «Мир» | —                                       | род. 21.04.1951                           | ——                              |
| 6     | Лаве́йкин Иван Павлович                                              | 24.08.1943            | авиация      | командир эскадрильи 5-го гвардейского истребительного авиационного полка 207-й истребительной авиационной дивизии 3-го смешанного авиационного корпуса 17-й воздушной армии Юго-Западного фронта | гвардии капитан                         | 02.08.1921 — 02.12.1986                   | [ БС 1 ] [ ГС 6 ] [ НЛ 5 ]      |
| 7     | Лави́цкий Николай Ефимович                                           | 24.08.1943            | авиация      | командир звена 45-го истребительного авиационного полка 216-й истребительной авиационной дивизии 4-й воздушной армии Северо-Кавказского фронта | лейтенант                               | 07.12.1919 — 10.03.1944                   | [ БС 1 ] [ ГС 7 ] [ НЛ 6 ]      |
| 8     | Лаврено́в Александр Филиппович                                       | 01.11.1943            | авиация      | помощник по воздушно-стрелковой службе командира 291-го истребительного авиационного полка 265-й истребительной авиационной дивизии 3-го истребительного авиационного корпуса 4-й воздушной армии Северо-Кавказского фронта                                                                                          | лейтенант                               | 20.04.1920 — 26.03.1944                   | [ БС 1 ] [ ГС 8 ] [ НЛ 7 ]      |
| 9     | Лавре́нтьев Павел Григорьевич                                        | 24.12.1943            | артиллерия   | орудийный номер 981-го зенитно-артиллерийского полка 9-й зенитно-артиллерийской дивизии РГК в составе 40-й армии 1-го Украинского фронта | ефрейтор                                | 02.08.1905 — 22.10.1943                   | [ БС 4 ] [ ГС 9 ] [ НЛ 8 ]      |
| 10    | Лавреню́к Леонид Фёдорович укр. Лавренюк Леонід Федорович            | 28.04.1945            | пехота       | комсорг батальона 475-го стрелкового полка 53-й стрелковой дивизии 7-й гвардейской армии 2-го Украинского фронта | сержант                                 | 06.08.1925 — 11.04.1945                   | [ БС 5 ] [ ГС 10 ] [ НЛ 9 ]     |
| 11    | Ла́врик Иван Иванович укр. Лаврик Іван Іванович                      | 26.10.1943            | артиллерия   | командир огневого взвода 158-го гвардейского артиллерийского полка 78-й гвардейской стрелковой дивизии 7-й гвардейской армии Степного фронта | гвардии младший лейтенант               | 15.07.1922 — 04.11.1993                   | [ БС 5 ] [ ГС 11 ] [ НЛ 10 ]    |
| 12    | Лаврине́нко Дмитрий Фёдорович                                        | 05.05.1990            | танкист      | командир взвода танков Т-34 1-й гвардейской танковой бригады 16-й армии Западного фронта | гвардии старший лейтенант               | 14.10.1914 — 18.12.1941                   | [ БС 6 ] [ ГС 12 ] [ НЛ 11 ]    |
| 13    | Лаврине́нков Владимир Дмитриевич                                     | 01.05.1943 01.07.1944 | авиация      | заместитель командира эскадрильи 9-го гвардейского истребительного авиационного полка 268-й истребительной авиационной дивизии 8-й воздушной армии Южного фронта командир эскадрильи 9-го гвардейского истребительного авиационного полка 268-й истребительной авиационной дивизии 8-й воздушной армии Южного фронта | гвардии младший лейтенант гвардии майор | 17.05.1919 — 14.01.1988                   | [ БС 5 ] [ ГС 13 ] [ НЛ 12 ]    |
| 14    | Лаврино́вич Владимир Степанович бел. Лаўрыновіч Уладзімір Сцяпанавіч | 19.04.1945            | пехота       | пулемётчик 338-го стрелкового полка 96-й стрелковой дивизии 48-й армии 3-го Белорусского фронта | сержант                                 | 28.12.1913 — 31.01.1945                   | [ БС 5 ] [ ГС 14 ] [ НЛ 13 ]    |
| 15    | Лаврино́вич Эдуард Викторович бел. Лаўрыновіч Эдуард Віктаравіч      | 15.08.1944            | партизан     | активный участник партизанской борьбы в Белоруссии, командир взвода партизанского отряда имени М. И. Калинина 1-й Гомельской партизанской бригады | капитан                                 | 25.10.1909 — 12.03.1982                   | [ БС 5 ] [ ГС 15 ] [ НЛ 14 ]    |
| 16    | Лаври́щев Василий Алексеевич                                         | 23.09.1944            | пехота       | командир батальона 1161-го стрелкового полка 351-й стрелковой дивизии 1-й танковой армии 1-го Украинского фронта | капитан                                 | 05.12.1920 — 06.08.1944                   | [ БС 5 ] [ ГС 16 ] [ НЛ 15 ]    |
| 17    | Лавро́в Виктор Иванович                                              | 17.11.1943            | пехота       | стрелок мотострелкового батальона 54-й гвардейской танковой бригады 7-го гвардейского танкового корпуса 3-й гвардейской танковой армии Воронежского фронта | гвардии красноармеец                    | 1925 — 27.09.1943                         | [ БС 5 ] [ ГС 17 ] [ НЛ 16 ]    |
| 18    | Лавро́в Пётр Евстафьевич                                             | 31.05.1945            | танкист      | старший механик водитель танка Т-34 23-й танковой бригады 9-го танкового корпуса 3-й ударной армии 1-го Белорусского фронта | старший сержант                         | 28.12.1922 — 01.05.1945                   | [ БС 7 ] [ ГС 18 ] [ НЛ 17 ]    |
| 19    | Лавро́в Яков Иванович                                                | 10.04.1945            | танкист      | командир танкового взвода 111-й танковой бригады 25-го танкового корпуса 38-й армии 1-го Украинского фронта | старший лейтенант                       | 22.03.1914 — 14.08.1944                   | [ БС 8 ] [ ГС 19 ] [ НЛ 18 ]    |
| 20    | Лавроне́нко Иван Васильевич укр. Лавроненко Іван Васильович          | 26.10.1944            | авиация      | заместитель командира эскадрильи 239-го истребительного авиационного полка 235-й истребительной авиационной дивизии 10-го истребительного авиационного корпуса 2-й воздушной армии 1-го Украинского фронта | старший лейтенант                       | 09.02.1922 — 06.06.1944                   | [ БС 8 ] [ ГС 20 ] [ НЛ 19 ]    |
| 21    | Лагуно́в Николай Иванович                                            | 05.05.1991            | авиация      | штурман звена 97-го гвардейского ночного бомбардировочного авиационного полка 262-й бомбардировочной авиационной дивизии 17-й воздушной армии 3-го Украинского фронта | гвардии старший лейтенант               | 20.03.1921 — 26.02.2000                   | [ БС 9 ] [ ГС 21 ] [ НЛ 20 ]    |
| 22    | Лагуте́нко Иван Никитович                                            | 18.08.1945            | авиация      | заместитель командира 68-го гвардейского истребительного авиационного полка 5-й гвардейской истребительной авиационной дивизии 11-го истребительного авиационного корпуса 3-й воздушной армии 3-го Белорусского фронта                                                                                               | гвардии майор                           | 06.07.1915 — 08.07.1956                   | [ БС 8 ] [ ГС 22 ] [ НЛ 21 ]    |
| 23    | Лагу́тин Анисим Алексеевич                                           | 22.02.1944            | инженер      | командир сапёрного отделения 68-го отдельного штурмового инженерно-сапёрного батальона 14-й штурмовой инженерно-сапёрной бригады РГК в составе 5-й гвардейской армии Степного фронта | сержант                                 | 13.02.1898 — 21.05.1975                   | [ БС 8 ] [ ГС 23 ] [ НЛ 22 ]    |
| 24    | Лагу́тин Василий Николаевич                                          | 24.04.1944            | танкист      | командир танкового батальона 21-й гвардейской танковой бригады 5-го гвардейского танкового корпуса 38-й армии 1-го Украинского фронта | гвардии капитан                         | 28.08.1913 — 03.11.1981                   | [ БС 8 ] [ ГС 24 ] [ НЛ 23 ]    |
| 25    | Лагу́тин Михаил Александрович                                        | 24.03.1945            | танкист      | командир 1509-го самоходного артиллерийского полка 2-го гвардейского механизированного корпуса 46-й армии 2-го Украинского фронта | подполковник                            | 14.09.1909 — 04.11.1944                   | [ БС 10 ] [ ГС 25 ] [ НЛ 24 ]   |
| 26    | Ладу́тько Иван Иванович бел. Ладуцька Іван Іванавіч                  | 27.02.1945            | пехота       | командир батальона 221-го гвардейского стрелкового полка 77-й гвардейской стрелковой дивизии 69-й армии 1-го Белорусского фронта | гвардии майор                           | 28.10.1916 — 08.01.2011                   | [ БС 11 ] [ ГС 26 ] [ НЛ 25 ]   |
| 27    | Ла́душкин Иван Мартынович                                            | 29.06.1945            | танкист      | командир роты танков Т-34 2-й гвардейской отдельной танковой бригады 31-й армии 3-го Белорусского фронта | гвардии лейтенант                       | 22.10.1922 — 16.03.1945                   | [ БС 11 ] [ ГС 27 ] [ НЛ 26 ]   |
| 28    | Ла́зарев Архип Алексеевич                                            | 16.10.1943            | артиллерия   | командир миномётного расчёта 360-го стрелкового полка 74-й стрелковой дивизии 13-й армии Центрального фронта | старший сержант                         | 03.03.1915 — 09.03.1945                   | [ БС 11 ] [ ГС 28 ] [ НЛ 27 ]   |
| 29    | Ла́зарев Василий Григорьевич                                         | 02.10.1973            | космонавт    | командир космического корабля «Союз-12» | полковник                               | 23.02.1928 — 31.12.1990                   | ——                              |
| 30    | Ла́зарев Василий Романович                                           | 15.05.1946            | авиация      | командир звена 173-го гвардейского штурмового авиационного полка 11-й гвардейской штурмовой авиационной дивизии 16-й воздушной армии 1-го Белорусского фронта | гвардии старший лейтенант               | 03.02.1920 — 06.06.1988                   | [ БС 11 ] [ ГС 30 ] [ НЛ 28 ]   |
| 31    | Ла́зарев Георгий Меркурьевич                                         | 24.03.1945            | пехота       | командир взвода 308-го гвардейского стрелкового полка 108-й гвардейской стрелковой дивизии 46-й армии 2-го Украинского фронта | гвардии лейтенант                       | 20.04.1925 — 30.10.1944                   | [ БС 11 ] [ ГС 31 ] [ НЛ 29 ]   |
| 32    | Ла́зарев Дмитрий Ильич                                               | 27.02.1945            | артиллерия   | командир орудия артиллерийского дивизиона 34-й гвардейской мотострелковой бригады 12-го гвардейского танкового корпуса 2-й гвардейской танковой армии 1-го Белорусского фронта | гвардии сержант                         | 08.11.1922 — 27.02.1991                   | [ БС 12 ] [ ГС 32 ] [ НЛ 30 ]   |
| 33    | Ла́зарев Евгений Кузьмич                                             | 17.11.1939            | танкист      | механик-водитель танка Т-26 6-й лёгкой танковой бригады 1-й армейской группы | красноармеец                            | 25.02.1918 — 04.12.1942                   | ——                              |
| 34    | Ла́зарев Егор Иванович                                               | 16.10.1943            | инженер      | командир сапёрного отделения 229-го стрелкового полка 8-й стрелковой дивизии 13-й армии Центрального фронта | сержант                                 | 15.04.1906 — 14.10.1943                   | [ БС 13 ] [ ГС 34 ] [ НЛ 31 ]   |
| 35    | Ла́зарев Иван Александрович                                          | 05.11.1944            | авиация      | заместитель командира эскадрильи 13-го гвардейского авиационного полка 4-й гвардейской авиационной дивизии 4-го гвардейского авиационного корпуса Авиации дальнего действия | гвардии капитан                         | 09.09.1918 — 23.12.1944                   | [ БС 13 ] [ ГС 35 ] [ НЛ 32 ]   |
| 36    | Ла́зарев Иван Романович                                              | 25.10.1938            | артиллерия   | командир огневого взвода 53-го отдельного истребительно-противотанкового дивизиона 40-й стрелковой дивизии 1-й армии Дальневосточного фронта | лейтенант                               | 25.12.1908 — 24.09.1941                   | ——                              |
| 37    | Ла́зарев Николай Иванович                                            | 05.05.1990            | пехота       | автоматчик моторизованного батальона 24-й танковой бригады 5-го танкового корпуса 3-й ударной армии 2-го Прибалтийского фронта | ефрейтор                                | 18.07.1926 — 28.01.1998                   | [ БС 9 ] [ ГС 37 ] [ НЛ 33 ]    |
| 38    | Ла́зарев Сергей Иванович                                             | 26.10.1944            | авиация      | командир звена 728-го истребительного авиационного полка 256-й истребительной авиационной дивизии 5-го истребительного авиационного корпуса 2-й воздушной армии 1-го Украинского фронта | лейтенант                               | 23.06.1923 — 01.03.1945                   | [ БС 13 ] [ ГС 38 ] [ НЛ 34 ]   |
| 39    | Ла́зарев Фёдор Фёдорович                                             | 22.02.1944            | танкист      | командир танка Т-34 378-го танкового батальона 173-й отдельной танковой бригады 52-й армии 2-го Украинского фронта | младший лейтенант                       | 1922 — 11.12.1943                         | [ БС 13 ] [ ГС 39 ] [ НЛ 35 ]   |
| 40    | Лазаре́нко Василий Григорьевич укр. Лазаренко Василь Григорович      | 25.10.1943            | нквд         | наводчик станкового пулемёта 3-го мотострелкового полка 1-й отдельной дивизии особого назначения внутренних войск НКВД | красноармеец                            | 20.09.1920 — 21.04.1975                   | [ БС 13 ] [ ГС 40 ] [ НЛ 36 ]   |
| 41    | Лазаре́нко Иван Сидорович                                            | 21.07.1944            | генерал      | командир 369-й стрелковой дивизии 49-й армии 2-го Белорусского фронта | генерал-майор                           | 08.10.1895 — 26.06.1944                   | [ БС 14 ] [ ГС 41 ] [ НЛ 37 ]   |
| 42    | Лазе́нко Александр Романович укр. Лазенко Олександр Романович        | 13.11.1943            | пехота       | командир отделения 520-го стрелкового полка 167-й стрелковой дивизии 38-й армии Воронежского фронта | сержант                                 | 1916 — 24.09.1943                         | [ БС 15 ] [ ГС 42 ] [ НЛ 38 ]   |
| 43    | Лазу́ка Дмитрий Ефимович укр. Лазука Дмитро Юхимович                 | 17.10.1943            | пехота       | связной командира роты 248-й отдельной курсантской стрелковой бригады 60-й армии Центрального фронта | красноармеец                            | 03.06.1907 — 24.09.1943                   | [ БС 15 ] [ ГС 43 ] [ НЛ 39 ]   |
| 44    | Лазько́в Николай Михайлович                                          | 24.03.1945            | инженер      | командир отделения взвода инженерной разведки 222-го отдельного сапёрного батальона 88-й стрелковой дивизии 31-й армии 3-го Белорусского фронта | сержант                                 | 19.12.1924 — 02.03.1980                   | [ БС 15 ] [ ГС 44 ] [ НЛ 40 ]   |
| 45    | Лака́тош Владимир Павлович укр. Лакатош Володимир Павлович           | 23.02.1945            | авиация      | штурман звена 392-го ночного бомбардировочного авиационного полка 312-й ночная легкобомбардировочной авиационной дивизии 5-й воздушной армии 2-го Украинского фронта | младший лейтенант                       | 14.12.1923 — 03.08.2014                   | [ БС 15 ] [ ГС 45 ] [ НЛ 41 ]   |
| 46    | Лаке́ев Иван Алексеевич                                              | 03.11.1937            | авиация      | командир 1-й эскадрильи истребителей И-16 ВВС Испанской Республики | майор                                   | 23.02.1908 — 15.08.1990                   | ——                              |
| 47    | Лактио́нов Пантелей Борисович                                        | 24.03.1945            | пехота       | командир пулемётной роты 239-го гвардейского стрелкового полка 76-й гвардейской стрелковой дивизии 70-й армии 1-го Белорусского фронта | гвардии старший лейтенант               | 28.06.1922 — 27.07.1944                   | [ БС 15 ] [ ГС 47 ] [ НЛ 42 ]   |
| 48    | Лактио́нов Пётр Ефимович                                             | 31.05.1945            | танкист      | командир 21-й гвардейской механизированной бригады 8-го гвардейского механизированного корпуса 1-й гвардейской танковой армии 1-го Белорусского фронта | гвардии полковник                       | 20.01.1900 — 27.04.1945                   | [ БС 15 ] [ ГС 48 ] [ НЛ 43 ]   |
| 49    | Ламзи́н Фёдор Иванович                                               | 07.04.1940            | танкист      | старший механик-водитель 398-го танкового батальона 50-й стрелковой дивизии 13-й армии Северо-Западного фронта | красноармеец                            | 1915 — 11.02.1940                         | [ БС 16 ] [ ГС 49 ] [ НЛ 44 ]   |
| 50    | Ла́ндик Иван Иванович                                                | 27.06.1945            | авиация      | командир эскадрильи 482-го истребительного авиационного полка 322-й истребительной авиационной дивизии 2-го истребительного авиационного корпуса 2-й воздушной армии 1-го Украинского фронта | капитан                                 | 18.02.1919 — 18.04.1945                   | [ БС 17 ] [ ГС 50 ] [ НЛ 45 ]   |
| 51    | Ла́ндышев Иван Михайлович                                            | 31.05.1945            | пехота       | командир взвода 257-го стрелкового полка 185-й стрелковой дивизии 47-й армии 1-го Белорусского фронта | лейтенант                               | 18.01.1925 — 18.03.1945                   | [ БС 17 ] [ ГС 51 ] [ НЛ 46 ]   |
| 52    | Ланове́нко Марк Трофимович укр. Лановенко Марко Трохимович           | 15.05.1946            | авиация      | командир эскадрильи 1-го гвардейского бомбардировочного авиационного полка 53-й бомбардировочной авиационной дивизии 4-го гвардейского бомбардировочного авиационного корпуса 18-й воздушной армии | гвардии майор                           | 30.03.1912 — 15.11.2005                   | [ БС 17 ] [ ГС 52 ] [ НЛ 47 ]   |
| 53    | Лански́х Тимофей Иванович                                            | 26.10.1943            | артиллерия   | заместитель по строевой части командира 1844-го истребительно-противотанкового артиллерийского полка 30-й отдельной истребительно-противотанковой артиллерийской бригады 7-й гвардейской армии Степного фронта | гвардии капитан                         | 18.02.1909 — 08.10.1943                   | [ БС 17 ] [ ГС 53 ] [ НЛ 48 ]   |
| 54    | Лапа́та Николай Иванович укр. Лапата Микола Іванович                 | 22.07.1944            | артиллерия   | командир дивизиона 122-го гвардейского артиллерийского полка 51-й гвардейской стрелковой дивизии 6-й гвардейской армии 1-го Прибалтийского фронта | гвардии капитан                         | 02.04.1921 — 30.05.1977                   | [ БС 18 ] [ ГС 54 ] [ НЛ 49 ]   |
| 55    | Лапенко́в Иван Адамович бел. Лапянкоў Іван Адамавіч                  | 23.09.1944            | пехота       | заместитель по строевой части командира мотострелкового батальона 20-й гвардейской механизированной бригады 8-го гвардейского механизированного корпуса 1-й гвардейской танковой армии 1-го Украинского фронта | гвардии старший лейтенант               | 15.01.1912 — 06.12.1972                   | [ БС 19 ] [ ГС 55 ] [ НЛ 50 ]   |
| 56    | Лаперди́н Николай Филиппович                                         | 24.03.1945            | пехота       | пулемётчик 493-го отдельного пулемётно-артиллерийского батальона 159-го укреплённого района 40-й армии 2-го Украинского фронта | красноармеец                            | 10.08.1920 — 13.01.2002                   | [ БС 19 ] [ ГС 56 ] [ НЛ 51 ]   |
| 57    | Ла́пик Алексей Васильевич                                            | 15.01.1944            | пехота       | автоматчик 32-го гвардейского стрелкового полка 12-й гвардейской стрелковой дивизии 61-й армии Центрального фронта | гвардии красноармеец                    | 24.03.1906 — 12.11.1943                   | [ БС 19 ] [ ГС 57 ] [ НЛ 52 ]   |
| 58    | Ла́пин Александр Николаевич                                          | 23.10.1943            | пехота       | командир пулемётного взвода 957-го стрелкового полка 309-й стрелковой дивизии 40-й армии Воронежского фронта | лейтенант                               | 18.07.1923 — 05.07.2001                   | [ БС 19 ] [ ГС 58 ] [ НЛ 53 ]   |
| 59    | Ла́пин Иван Васильевич                                               | 23.10.1943            | пехота       | командир батальона 569-го стрелкового полка 161-й стрелковой дивизии 40-й армии Воронежского фронта | старший лейтенант                       | 20.02.1914 — 05.11.1979                   | [ БС 19 ] [ ГС 59 ] [ НЛ 54 ]   |
| 60    | Ла́пин Иван Георгиевич                                               | 24.12.1943            | артиллерия   | командир миномётной батареи 56-го гвардейского кавалерийского полка 14-й гвардейской кавалерийской дивизии 7-го гвардейского кавалерийского корпуса 61-й армии Центрального фронта | гвардии старший лейтенант               | 23.12.1916 — 12.01.1944                   | [ БС 19 ] [ ГС 60 ] [ НЛ 55 ]   |
| 61    | Ла́пин Роман Никифорович                                             | 29.06.1945            | пехота       | командир 685-го стрелкового полка 193-й стрелковой дивизии 65-й армии 2-го Белорусского фронта | подполковник                            | 09.12.1901 — 04.02.1991                   | [ БС 19 ] [ ГС 61 ] [ НЛ 56 ]   |
| 62    | Лапс Анатолий Александрович                                         | 13.03.1944            | авиация      | заместитель командира эскадрильи 42-го авиационного полка З6-й авиационной дивизии 8-го авиационного корпуса Авиации дальнего действия | старший лейтенант                       | 1918 — 28.12.1943                         | [ БС 20 ] [ ГС 62 ] [ НЛ 57 ]   |
| 63    | Ла́птев Виктор Петрович                                              | 17.10.1943            | пехота       | стрелок 241-го гвардейского стрелкового полка 75-й гвардейской стрелковой дивизии 60-й армии Центрального фронта | гвардии красноармеец                    | 24.12.1925 — 07.03.1974                   | [ БС 21 ] [ ГС 63 ] [ НЛ 58 ]   |
| 64    | Ла́птев Всеволод Константинович                                      | 21.03.1940            | артиллерия   | командир дивизиона 24-го корпусного артиллерийского полка 50-го стрелкового корпуса 7-й армии Северо-Западного фронта | капитан                                 | 23.06.1909 — 06.02.1970                   | [ БС 21 ] [ ГС 64 ] [ НЛ 59 ]   |
| 65    | Ла́птев Григорий Михайлович                                          | 15.01.1940            | артиллерия   | командир орудия 28-го корпусного артиллерийского полка 19-го стрелкового корпуса 7-й армии Северо-Западного фронта | младший комвзвод                        | 23.01.1915 — июль 1942 (пропал без вести) | ——                              |
| 66    | Ла́птев Константин Яковлевич                                         | 16.05.1944            | пехота       | наводчик пулемёта 691-го стрелкового полка 383-й стрелковой дивизии 56-й армии Северо-Кавказского фронта | старшина                                | 02.05.1921 — 23.07.2001                   | [ БС 21 ] [ ГС 66 ] [ НЛ 60 ]   |
| 67    | Ла́птев Леонид Семёнович                                             | 30.10.1943            | связисты     | командир отделения связи 362-го артиллерийского полка 106-й стрелковой дивизии 65-й армии Центрального фронта | ефрейтор                                | 25.04.1914 — 28.10.1943                   | [ БС 21 ] [ ГС 67 ] [ НЛ 61 ]   |
| 68    | Ла́птев Михаил Яковлевич                                             | 20.12.1943            | пехота       | командир взвода автоматчиков 282-го гвардейского стрелкового полка 92-й гвардейской стрелковой дивизии 37-й армии Степного фронта | гвардии младший лейтенант               | 29.09.1918 — 05.10.1943                   | [ БС 21 ] [ ГС 68 ] [ НЛ 62 ]   |
| 69    | Ла́птев Павел Васильевич чув. Лаптев Павел Васильевич                | 21.07.1942            | артиллерия   | командир батареи 971-го артиллерийского полка 110-й стрелковой дивизии 33-й армии Западного фронта | лейтенант                               | 27.11.1911 — 03.09.1954                   | [ БС 22 ] [ ГС 69 ] [ НЛ 63 ]   |
| 70    | Ла́птев Сергей Петрович                                              | 24.12.1943            | артиллерия   | подносчик снарядов 494-го горно-вьючного миномётного полка РГК в составе 40-й армии Воронежского фронта | красноармеец                            | 06.10.1906 — 26.12.1972                   | [ БС 23 ] [ ГС 70 ] [ НЛ 64 ]   |
| 71    | Лапу́тин Сергей Яковлевич                                            | 14.03.1938            | танкист      | командир танкового взвода 1-го отдельного интернационального танкового полка Вооружённых сил Испанской Республики | лейтенант                               | 21.03.1911 — 01.04.1985                   | ——                              |
| 72    | Ла́пушкин Анатолий Семёнович                                         | 27.06.1945            | инженер      | командир отделения инженерно-сапёрной роты 22-й гвардейской мотострелковой бригады 6-го гвардейского танкового корпуса 3-й гвардейской танковой армии 1-го Украинского фронта | гвардии старший сержант                 | 03.05.1925 — 18.06.1998                   | [ БС 23 ] [ ГС 72 ] [ НЛ 65 ]   |
| 73    | Ла́пушкин Иосиф Александрович                                        | 19.04.1945            | пехота       | командир роты 113-го стрелкового полка 32-й стрелковой дивизии 4-й ударной армии 1-го Прибалтийского фронта | младший лейтенант                       | 03.09.1919 — 29.01.1945                   | [ БС 23 ] [ ГС 73 ] [ НЛ 66 ]   |
| 74    | Ла́пушкин Филипп Семёнович                                           | 15.01.1944            | пехота       | командир отделения 239-го гвардейского стрелкового полка 76-й гвардейской стрелковой дивизии 61-й армии Центрального фронта | гвардии сержант                         | 17.10.1925 — 11.11.1993                   | [ БС 23 ] [ ГС 74 ] [ НЛ 67 ]   |
| 75    | Лапшёв Анатолий Алексеевич                                          | 31.05.1945            | пехота       | командир взвода 68-го гвардейского стрелкового полка 23-й гвардейской стрелковой дивизии 3-й ударной армии 1-го Белорусского фронта | гвардии лейтенант                       | 25.11.1924 — 26.04.1945                   | [ БС 23 ] [ ГС 75 ] [ НЛ 68 ]   |
| 76    | Лапшёв Пётр Владимирович                                            | 24.03.1945            | артиллерия   | наводчик орудия 1326-го лёгкого артиллерийского полка 71-й лёгкой артиллерийской бригады 5-й гвардейской артиллерийской дивизии прорыва РГК в составе 52-й армии 2-го Украинского фронта | ефрейтор                                | 22.01.1914 — 30.09.1952                   | [ БС 23 ] [ ГС 76 ] [ НЛ 69 ]   |
| 77    | Лапшенко́в Семён Васильевич                                          | 31.05.1944            | авиация      | командир эскадрильи 29-го бомбардировочного авиационного полка 5-й минно-торпедной авиационной дивизии ВВС Северного флота | майор                                   | 02.08.1913 — 21.09.1943                   | [ БС 24 ] [ ГС 77 ] [ НЛ 70 ]   |
| 78    | Лапши́н Алексей Степанович                                           | 30.10.1943            | пехота       | командир отделения 883-го стрелкового полка 193-й стрелковой дивизии 65-й армии Центрального фронта | сержант                                 | 08.04.1908 — 18.07.1957                   | [ БС 25 ] [ ГС 78 ] [ НЛ 71 ]   |
| 79    | Лапши́н Василий Фёдорович                                            | 19.04.1945            | пехота       | командир взвода 366-го стрелкового полка 126-й стрелковой дивизии 43-й армии 3-го Белорусского фронта | лейтенант                               | 10.01.1904 — 15.04.1945                   | [ БС 25 ] [ ГС 79 ] [ НЛ 72 ]   |
| 80    | Лапши́н Илья Фёдорович                                               | 16.10.1943            | артиллерия   | командир огневого взвода артиллерийской батареи 360-го стрелкового полка 74-й стрелковой дивизии 13-й армии Центрального фронта | старший сержант                         | 1918 — 03.02.1962                         | [ БС 25 ] [ ГС 80 ] [ НЛ 73 ]   |
| 81    | Лапши́н Павел Иванович                                               | 27.02.1945            | танкист      | командир роты танков 49-й гвардейской танковой бригады 12-го гвардейского танкового корпуса 2-й гвардейской танковой армии 1-го Белорусского фронта | гвардии младший лейтенант               | 15.06.1920 — 23.12.1976                   | [ БС 25 ] [ ГС 81 ] [ НЛ 74 ]   |
| 82    | Лапшо́в Афанасий Васильевич                                          | 27.03.1942            | пехота       | командир 109-го стрелкового полка 74-й стрелковой дивизии 9-й армии Южного фронта | полковник                               | 22.02.1893 — 14.07.1943                   | [ БС 25 ] [ ГС 82 ] [ НЛ 75 ]   |
| 83    | Лапшо́в Иван Антонович                                               | 10.02.1943            | пехота       | старшина роты 342-го стрелкового полка 136-й стрелковой дивизии 67-й армии Ленинградского фронта | сержант                                 | 10.09.1917 — 22.04.1978                   | [ БС 26 ] [ ГС 83 ] [ НЛ 76 ]   |
| 84    | Лапшо́в Николай Прокофьевич                                          | 27.02.1945            | танкист      | командир взвода танков 95-й танковой бригады 9-го танкового корпуса 33-й армии 1-го Белорусского фронта | старший лейтенант                       | 02.02.1914 — 20.01.1945                   | [ БС 27 ] [ ГС 84 ] [ НЛ 77 ]   |
| 85    | Ларёв Иван Васильевич                                               | 22.02.1944            | пехота       | командир пулемётного взвода 936-го стрелкового полка 254-й стрелковой дивизии 52-й армии Воронежского фронта | лейтенант                               | 1915 — 30.01.1944                         | [ БС 27 ] [ ГС 85 ] [ НЛ 78 ]   |
| 86    | Ла́риков Егор Григорьевич                                            | 20.04.1945            | морской флот | командир стрелковой роты 305-го отдельного батальона морской пехоты 83-й отдельной стрелковой бригады морской пехоты Дунайской военной флотилии | старший лейтенант                       | 20.04.1923 — 14.11.2000                   | [ БС 27 ] [ ГС 86 ] [ НЛ 79 ]   |
| 87    | Ла́рин Андрей Васильевич                                             | 29.10.1943            | пехота       | командир отделения 981-го стрелкового полка 253-й стрелковой дивизии 40-й армии Воронежского фронта | гвардии младший сержант                 | 15.09.1911 — 30.01.1981                   | [ БС 27 ] [ ГС 87 ] [ НЛ 80 ]   |
| 88    | Ла́рин Иван Яковлевич                                                | 06.03.1945            | морской флот | командир катера-тральщика «КТ-701» 1-го гвардейского дивизиона катеров-тральщиков 1-й бригады траления Таллинского морского оборонительного района Балтийского флота | гвардии мичман                          | 03.08.1911 — 25.10.2001                   | [ БС 27 ] [ ГС 88 ] [ НЛ 81 ]   |
| 89    | Ла́рин Михаил Никанорович                                            | 21.03.1940            | комиссар     | секретарь партийного бюро 68-го стрелкового полка 70-й стрелковой дивизии 7-й армии | старший лейтенант                       | 16.11.1908 — 23.12.1939                   | [ БС 27 ] [ ГС 89 ] [ НЛ 82 ]   |
| 90    | Ла́рин Михаил Фёдорович                                              | 19.04.1945            | пехота       | командир пулемётного взвода 113-го стрелкового полка 32-й стрелковой дивизии 4-й ударной армии 1-го Прибалтийского фронта | лейтенант                               | 11.10.1911 — 29.01.1945                   | [ БС 27 ] [ ГС 90 ] [ НЛ 83 ]   |
| 91    | Ла́рин Николай Владимирович                                          | 10.04.1945            | пехота       | командир батальона 524-го стрелкового полка 112-й стрелковой дивизии 13-й армии 1-го Украинского фронта | капитан                                 | 10.07.1918 — 12.11.1982                   | [ БС 28 ] [ ГС 91 ] [ НЛ 84 ]   |
| 92    | Ларио́нов Алексей Алексеевич                                         | 24.03.1945            | пехота       | командир роты 12-го гвардейского стрелкового полка 5-й гвардейской стрелковой дивизии 11-й гвардейской армии 3-го Белорусского фронта | гвардии капитан                         | 12.03.1922 — 01.12.2014                   | [ БС 29 ] [ ГС 92 ] [ НЛ 85 ]   |
| 93    | Ларио́нов Борис Дмитриевич                                           | 23.10.1943            | пехота       | стрелок 11-й мотострелковой бригады 10-го танкового корпуса 40-й армии Воронежского фронта | красноармеец                            | 1923 — 29.09.1943                         | [ БС 29 ] [ ГС 93 ] [ НЛ 86 ]   |
| 94    | Ларио́нов Василий Петрович                                           | 10.04.1945            | танкист      | командир самоходной установки СУ-76 1403-го самоходного артиллерийского полка 21-й армии 1-го Украинского фронта | лейтенант                               | 22.03.1917 — 28.01.1945                   | [ БС 29 ] [ ГС 94 ] [ НЛ 87 ]   |
| 95    | Ларио́нов Георгий Петрович                                           | 21.03.1940            | авиация      | командир звена 7-го истребительного авиационного полка 59-й истребительной авиационной бригады 7-й армии Северо-Западного фронта | старший лейтенант                       | 27.04.1908 — 20.07.1941                   | [ БС 29 ] [ ГС 95 ] [ НЛ 88 ]   |
| 96    | Ларио́нов Григорий Федотович чув. Ларионов Григорий Федотович        | 05.11.1944            | авиация      | штурман 7-го гвардейского пикирующего штурмового авиационного полка 9-й штурмовой авиационной дивизии ВВС Балтийского флота | гвардии майор                           | 27.01.1905 — 29.02.1968                   | [ БС 29 ] [ ГС 96 ] [ НЛ 89 ]   |
| 97    | Ларио́нов Семён Архипович                                            | 30.10.1943            | артиллерия   | исполняющий должность командира огневого взвода истребительно-противотанковой батареи 237-го стрелкового полка 69-й стрелковой дивизии 65-й армии Центрального фронта | старший сержант                         | 01.04.1915 — 29.12.1984                   | [ БС 29 ] [ ГС 97 ] [ НЛ 90 ]   |
| 98    | Ла́ркин Иван Иванович                                                | 15.01.1944            | пехота       | снайпер 1183-го стрелкового полка 356-й стрелковой дивизии 61-й армии Брянского фронта | ефрейтор                                | 23.02.1924 — 02.07.2009                   | [ БС 29 ] [ ГС 98 ] [ НЛ 91 ]   |
| 99    | Ла́рченко Михаил Андреевич                                           | 15.01.1940            | танкист      | старший механик-водитель танка Т-28 91-го танкового батальона 20-й танковой бригады 7-й армии | младший комвзвод                        | 11.01.1914 — 11.12.1991                   | ——                              |
| 100   | Ларю́шин Евгений Иванович                                            | 26.03.1982            | авиация      | лётчик-испытатель ОКБ имени Н. И. Камова | —                                       | 14.01.1934 — 03.04.1985                   | ——                              |
| 101   | Ласкуно́в Николай Алексеевич бел. Ласкуноў Мікалай Аляксеевіч        | 08.09.1945            | пехота       | заместитель начальника оперативного отдела штаба 15-й армии 2-го Дальневосточного фронта | подполковник                            | 17.05.1911 — 11.08.1945                   | [ БС 31 ] [ ГС 101 ] [ НЛ 92 ]  |
| 102   | Ласто́вский Максим Онуфриевич укр. Ластовський Максим Онуфрійович    | 29.06.1945            | инженер      | помощник командира сапёрного взвода 54-го гвардейского отдельного сапёрного батальона 1-го гвардейского механизированного корпуса 4-й гвардейской армии 3-го Украинского фронта | гвардии старший сержант                 | 20.05.1905 — 01.06.1988                   | [ БС 31 ] [ ГС 102 ] [ НЛ 93 ]  |
| 103   | Ла́ткин Николай Александрович                                        | 29.06.1945            | артиллерия   | командир орудия 21-го гвардейского артиллерийского полка 2-й гвардейской стрелковой дивизии 2-й гвардейской армии 3-го Белорусского фронта | гвардии младший сержант                 | 26.11.1923 — 07.02.1945                   | [ БС 31 ] [ ГС 103 ] [ НЛ 94 ]  |
| 104   | Лату́хин Семён Николаевич                                            | 27.02.1945            | артиллерия   | командир миномётной роты 1083-го стрелкового полка 312-й стрелковой дивизии 69-й армии 1-го Белорусского фронта | старший лейтенант                       | 16.02.1909 — 23.11.1987                   | [ БС 31 ] [ ГС 104 ] [ НЛ 95 ]  |
| 105   | Латы́пов Габдрахман Хакимович тат. Латыйпов Габдрахман Хәким улы     | 10.04.1945            | артиллерия   | командир орудия 32-го артиллерийского полка 31-й стрелковой дивизии 52-й армии 1-го Украинского фронта | сержант                                 | 1917 — 25.01.1945                         | [ БС 31 ] [ ГС 105 ] [ НЛ 96 ]  |
| 106   | Латы́пов Куддус Канифович баш. Латипов Ҡотдос Ҡәниф улы              | 15.05.1946            | авиация      | командир звена 187-го гвардейского штурмового авиационного полка 12-й гвардейской штурмовой авиационной дивизии 3-й гвардейского штурмового авиационного корпуса 5-й воздушной армии 2-го Украинского фронта | гвардии лейтенант                       | 14.07.1923 — 23.12.2016                   | [ БС 31 ] [ ГС 106 ] [ НЛ 97 ]  |
| 107   | Ла́тышев Владимир Александрович                                      | 04.02.1944            | авиация      | заместитель командира эскадрильи 67-го гвардейского истребительного авиационного полка 1-й гвардейской истребительной авиационной дивизии 16-й воздушной армии Центрального фронта | гвардии старший лейтенант               | 21.07.1921 — 28.07.1982                   | [ БС 32 ] [ ГС 107 ] [ НЛ 98 ]  |
| 108   | Ла́тышев Владимир Фёдорович                                          | 30.10.1943            | пехота       | командир роты 744-го стрелкового полка 149-й стрелковой дивизии 65-й армии Центрального фронта | лейтенант                               | 18.05.1923 — 17.10.1943                   | [ БС 33 ] [ ГС 108 ] [ НЛ 99 ]  |
| 109   | Лау́хин Александр Кириллович                                         | 02.09.1943            | авиация      | командир эскадрильи 1-го гвардейского истребительного авиационного полка 7-й гвардейской истребительной авиационной дивизии 2-го истребительного авиационного корпуса 15-й воздушной армии Брянского фронта | гвардии старший лейтенант               | 01.09.1917 — 24.05.1951                   | [ БС 33 ] [ ГС 109 ] [ НЛ 100 ] |
| 110   | Ла́хин Григорий Родионович                                           | 29.03.1944            | артиллерия   | командир батареи 1309-го истребительно-противотанкового артиллерийского полка РГК в составе 33-й армии Западного фронта | лейтенант                               | 04.11.1916 — 26.10.1943                   | [ БС 33 ] [ ГС 110 ] [ НЛ 101 ] |
| 111   | Ла́хин Иван Тимофеевич                                               | 10.01.1944            | пехота       | командир стрелковой роты 22-й гвардейской мотострелковой бригады 6-го гвардейского танкового корпуса 3-й гвардейской танковой армии Воронежского фронта | гвардии лейтенант                       | 18.06.1914 — 02.06.1991                   | [ БС 33 ] [ ГС 111 ] [ НЛ 102 ] |
| 112   | Лахо́нин Вениамин Иванович                                           | 16.09.1941            | авиация      | штурман эскадрильи 22-го дальнебомбардировочного авиационного полка 51-й дальнебомбардировочной авиационной дивизии Дальнебомбардировочной авиации | лейтенант                               | 28.07.1911 — 22.12.1941                   | ——                              |
| 113   | Ла́хтиков Фёдор Алексеевич                                           | 23.10.1943            | артиллерия   | стрелок взвода противотанковых ружей 835-го стрелкового полка 237-й стрелковой дивизии 40-й армии Воронежского фронта | красноармеец                            | 21.06.1911 — 21.06.1969                   | [ БС 33 ] [ ГС 113 ] [ НЛ 103 ] |
| 114   | Ла́хтин Борис Александрович                                          | 19.08.1944            | авиация      | лётчик транспортно-бомбардировочной эскадрильи 62-го гвардейского отдельного авиационного полка ГВФ в составе 16-й воздушной армии 1-го Белорусского фронта | гвардии лейтенант                       | 15.08.1920 — 15.07.1987                   | [ БС 34 ] [ ГС 114 ] [ НЛ 104 ] |
| 115   | Лацко́в Николай Сергеевич                                            | 26.10.1944            | авиация      | командир эскадрильи 431-го штурмового авиационного полка 299-й штурмовой авиационной дивизии 16-й воздушной армии 1-го Белорусского фронта | старший лейтенант                       | 17.01.1917 — 02.07.1979                   | [ БС 35 ] [ ГС 115 ] [ НЛ 105 ] |
| 116   | Ла́шин Георгий Иванович                                              | 18.08.1945            | авиация      | старший лётчик 861-го бомбардировочного авиационного полка 244-й бомбардировочной авиационной дивизии 17-й воздушной армии 3-го Украинского фронта | лейтенант                               | 01.05.1920 — 18.04.1946                   | [ БС 35 ] [ ГС 116 ] [ НЛ 106 ] |
| 117   | Ла́шин Михаил Афанасьевич                                            | 29.06.1945            | авиация      | штурман эскадрильи 135-го гвардейского бомбардировочного авиационного полка 6-й гвардейской бомбардировочной авиационной дивизии 1-й воздушной армии 3-го Белорусского фронта | гвардии капитан                         | 07.11.1918 — 08.03.1998                   | [ БС 35 ] [ ГС 117 ] [ НЛ 107 ] |
| 118   | Лашко́в Гавриил Михайлович                                           | 24.03.1945            | пехота       | командир пулемётного расчёта 493-го отдельного пулемётно-артиллерийского батальона 159-го укрепленного района 40-й армии 2-го Украинского фронта | старший сержант                         | 1915 — 02.12.1944                         | [ БС 35 ] [ ГС 118 ] [ НЛ 108 ] |
| 119   | Ла́щенко Пётр Николаевич укр. Лащенко Петро Миколайович              | 16.10.1943            | пехота       | командир 322-й стрелковой дивизии 13-й армии Центрального фронта | полковник                               | 19.12.1910 — 21.04.1992                   | [ БС 35 ] [ ГС 119 ] [ НЛ 109 ] |
| 120   | Ле́бедев Александр Павлович                                          | 04.06.1944            | комиссар     | ответственный секретарь бюро комсомола 1287-го стрелкового полка 110-й стрелковой дивизии 61-й армии Брянского фронта | младший лейтенант                       | 18.11.1918 — 14.08.1943                   | [ БС 35 ] [ ГС 120 ] [ НЛ 110 ] |
| 121   | Ле́бедев Александр Фёдорович                                         | 31.05.1945            | пехота       | заместитель командира батальона 66-го гвардейского стрелкового полка 23-й гвардейской стрелковой дивизии 3-й ударной армии 1-го Белорусского фронта | гвардии капитан                         | 11.01.1919 — 11.03.1986                   | [ БС 36 ] [ ГС 121 ] [ НЛ 111 ] |
| 122   | Ле́бедев Алексей Иванович                                            | 15.05.1946            | авиация      | командир эскадрильи 71-го гвардейского штурмового авиационного полка 3-й гвардейской штурмовой авиационной дивизии 9-го штурмового авиационного корпуса 16-й воздушной армии 1-го Белорусского фронта | гвардии капитан                         | 21.03.1920 — 13.11.1995                   | [ БС 37 ] [ ГС 122 ] [ НЛ 112 ] |
| 123   | Ле́бедев Алексей Иванович                                            | 16.10.1943            | артиллерия   | командир орудия взвода 45-мм пушек 896-го стрелкового полка 211-й стрелковой дивизии 70-й армии Центрального фронта | сержант                                 | 1921 — 19.07.1943                         | [ БС 37 ] [ ГС 123 ] [ НЛ 113 ] |
| 124   | Ле́бедев Алексей Фёдорович (Лебедев Александр Фёдорович)             | 28.04.1945            | пехота       | командир взвода 677-го стрелкового полка 409-й стрелковой дивизии 7-й гвардейской армии 2-го Украинского фронта | младший лейтенант                       | 19.04.1924 — 06.01.1945                   | [ БС 37 ] [ ГС 124 ] [ НЛ 114 ] |
| 125   | Ле́бедев Анатолий Тимофеевич                                         | 23.02.1945            | авиация      | заместитель командира эскадрильи 43-го гвардейского штурмового авиационного полка 230-й штурмовой авиационной дивизии 4-й воздушной армии 2-го Белорусского фронта | гвардии старший лейтенант               | 30.09.1916 — 26.02.1948                   | [ БС 37 ] [ ГС 125 ] [ НЛ 115 ] |
| 126   | Ле́бедев Борис Алексеевич                                            | 24.03.1945            | пехота       | командир взвода 14-го гвардейского стрелкового полка 7-й гвардейской стрелковой дивизии 10-й гвардейской армии 2-го Прибалтийского фронта | гвардии младший лейтенант               | 04.06.1925 — 26.09.1944                   | [ БС 37 ] [ ГС 126 ] [ НЛ 116 ] |
| 127   | Ле́бедев Валентин Витальевич                                         | 28.12.1973 10.12.1982 | космонавт    | бортинженер космического корабля «Союз-13» бортинженер космического корабля «Союз Т-5» и орбитальной станции «Салют-7» | —                                       | род. 14.04.1942                           | ——                              |
| 128   | Ле́бедев Василий Петрович                                            | 27.02.1945            | пехота       | командир роты 241-го гвардейского стрелкового полка 75-й гвардейской стрелковой дивизии 61-й армии 1-го Белорусского фронта | гвардии старший лейтенант               | 30.04.1914 — 22.03.1988                   | [ БС 37 ] [ ГС 128 ] [ НЛ 117 ] |

| Навигационная таблица | Навигационная таблица              |
| --------------------- | ---------------------------------- |
| «Л»                   | Лаар Иосиф — Лебедев Василий       |
| «Л»                   | Лебедев Виктор — Липилин Александр |
| «Л»                   | Липкин Герман — Лосев Алексей      |
| «Л»                   | Лосев Анатолий — Лященко Николай   |